# Real Orquesta Sinfónica de Sevilla
La Real Orquesta Sinfónica de Sevilla (ROSS) es una orquesta sinfónica española, con sede en la ciudad de Sevilla. La ROSS tiene su sede en el Teatro de la Maestranza de Sevilla. Pertenece a la Asociación Española de Orquestas Sinfónicas (AEOS)

## Historia
La Orquesta fue fundada en 1990 por iniciativa del Ayuntamiento de Sevilla y de la Junta de Andalucía, con el nombre de Orquesta Sinfónica de Sevilla. Su presentación pública tuvo lugar en enero de 1991, y desde entonces referente obligado, consiguiendo además una importante presencia en el panorama nacional e internacional. Su primer Director Artístico y Titular fue Vjekoslav Šutej, quien desempeñó el cargo hasta 1996. 
En 1997, S. M. El Rey Juan Carlos I le concedió el título de Real.

## Grabaciones
- G. Giménez: La Torre del Oro (Preludio).
- Giuseppe Verdi: Macbeth (Patria opressa...la paterna mano...).
- J. Serrano: Alma de Dios (Canción húngara).
- Georges Bizet: Carmen (Seguidilla).
- G. Donizetti: La fille du Régiment (À mes amis).
- Verdi: Rigoletto (Cortiggiani, vil razza).
- Giacomo Puccini: Tosca (E lucevan le stelle).
- G. Massenet: Le Cid (Pleurez mes yeux).
- Rossini: Tancredi (Di tanti palpiti).
- A. Catalani: La Wally (Ebben ne andró).
- G. Verdi: La forza del destino (Oh tu che in seno).
- P. Sorozábal: La tabernera del puerto (No puede ser).
- Barbieri: El barberillo de Lavapiés (Canción de Paloma).
- G. Verdi: Rigoletto (La donna e mobile).
- G. Bizet: Carmen (Habanera).
- G. Verdi: La traviata (Brindis).